# Моррис (округ, Канзас)
Мо́ррис (англ. Morris County; стандартное обозначение MR) — округ в штате Канзас, США. Официально образован 11 февраля 1859 года. По состоянию на 2010 год, численность населения составляла 5 923 человека.

## География
По данным Бюро переписи США, общая площадь округа равняется 1 820,772 км2, из которых 1 800,052 км2 суша и 19,684 км2 или 1,100 % это водоёмы.

## Население
По данным переписи населения 2000 года в округе проживает 6 104 жителей в составе 2 539 домашних хозяйств и 1 777 семей. Плотность населения составляет 3,00 человека на км2. На территории округа насчитывается 3 160 жилых строений, при плотности застройки около 2,00-х строений на км2. Расовый состав населения: белые — 97,49 %, афроамериканцы — 0,34 %, коренные американцы (индейцы) — 0,33 %, азиаты — 0,23 %, гавайцы — 0,02 %, представители других рас — 0,70 %, представители двух или более рас — 0,88 %. Испаноязычные составляли 2,23 % населения независимо от расы.
В составе 30,20 % из общего числа домашних хозяйств проживают дети в возрасте до 18 лет, 60,70 % домашних хозяйств представляют собой супружеские пары проживающие вместе, 6,60 % домашних хозяйств представляют собой одиноких женщин без супруга, 30,00 % домашних хозяйств не имеют отношения к семьям, 28,00 % домашних хозяйств состоят из одного человека, 14,90 % домашних хозяйств состоят из престарелых (65 лет и старше), проживающих в одиночестве. Средний размер домашнего хозяйства составляет 2,37 человека, и средний размер семьи 2,90 человека.
Возрастной состав округа: 25,20 % моложе 18 лет, 5,60 % от 18 до 24, 23,90 % от 25 до 44, 24,30 % от 45 до 64 и 24,30 % от 65 и старше. Средний возраст жителя округа 42 лет. На каждые 100 женщин приходится 97,00 мужчин. На каждые 100 женщин старше 18 лет приходится 93,30 мужчин.
Средний доход на домохозяйство в округе составлял 32 163 USD, на семью — 39 717 USD. Среднестатистический заработок мужчины был 28 912 USD против 21 239 USD для женщины. Доход на душу населения составлял 18 491 USD. Около 6,70 % семей и 9,00 % общего населения находились ниже черты бедности, в том числе — 10,40 % молодёжи (тех, кому ещё не исполнилось 18 лет) и 13,30 % тех, кому было уже больше 65 лет.